# Brachyotum radula
Brachyotum radula är en tvåhjärtbladig växtart som beskrevs av José Jéronimo Triana. Brachyotum radula ingår i släktet Brachyotum och familjen Melastomataceae. Inga underarter finns listade i Catalogue of Life.